# Kago Kaju
Kago Kaju – miasto w Sudanie Południowym w stanie Yei River. Liczy poniżej 1000 mieszkańców. Ośrodek przemysłowy. W mieście znajduje się port lotniczy Kago Kaju.